# Liacarus carbonarius
Liacarus carbonarius är en kvalsterart som först beskrevs av Banks 1906.  Liacarus carbonarius ingår i släktet Liacarus och familjen Liacaridae. Inga underarter finns listade i Catalogue of Life.